# 伯内 (夏朗德省)
伯内（法語：Benest，法語發音：[bənɛ]）是法国夏朗德省的一个市镇，属于孔福朗区。

## 地理
伯内（46°2'18"N, 0°27'7"E）面积21.1 平方千米，位于法国新阿基坦大区夏朗德省，该省份为法国西部内陆省份，北起德塞夫勒省和维埃纳省，东临上维埃纳省，东南至多尔多涅省，南至多爾多涅省，西接滨海夏朗德省。
与伯内接壤的市镇（或旧市镇、城区）包括：阿卢、勒布沙日、香槟穆通、普勒维尔、圣库唐、旧吕费克、沙坦。

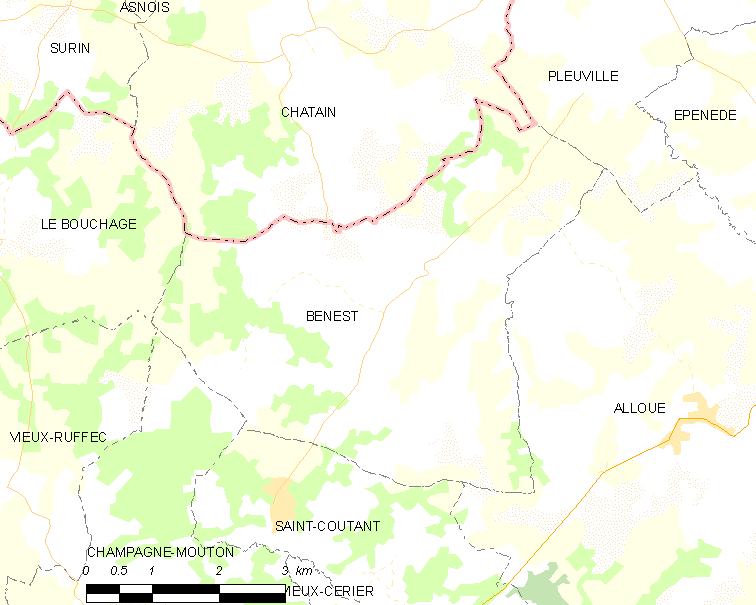
的OSM定位图

伯内的时区为UTC+01:00、UTC+02:00（夏令时）。

## 行政
伯内的邮政编码为16350，INSEE市镇编码为16038。

## 政治
伯内所属的省级选区为夏朗德-博尼约尔县。

## 人口

1962-2008年间人口变化图示

伯内于2022年1月1日时的人口数量为307人。